# Sylvie Dorléac
Pour les articles homonymes, voir Dorléac.
Sylvie Dorléac, née le 14 décembre 1946 dans le 17e arrondissement de Paris, est une actrice française. Elle est la fille de l'acteur Maurice Dorléac et de Renée Simonot, et la sœur cadette des actrices Catherine Deneuve et Françoise Dorléac.

## Biographie

### Famille[2]
Son père, l'acteur Maurice Dorléac (1901-1979), est directeur de doublage à la Paramount Pictures. Sa mère, Renée Simonot (1911-2021), est une ancienne pensionnaire du théâtre de l'Odéon.
Dernière des quatre filles de la famille, ses trois sœurs sont Danielle (née en 1936 et fille du comédien Aimé Clariond), l'actrice Françoise Dorléac (1942-1967) et l'actrice Catherine Deneuve (née en 1943).

### Carrière
Elle ne tourne que dans trois films, de 1953 à 1959, dont Les Collégiennes avec sa sœur Catherine, et Les Petits Chats qui ne sort aux États-Unis qu'en 1962, ayant été censuré en France.
Elle est par la suite la secrétaire de sa sœur Catherine pendant 38 ans.

## Filmographie[4],[5]
- 1953 : Le Blé en herbe de Claude Autant-Lara : une petite fille (non créditée)
- 1957 : Les Collégiennes d'André Hunebelle : Adélaïde
- 1959 : Les Petits Chats de Jacques R. Villa : Sylvie